# Plutodes argentilauta
Plutodes argentilauta är en fjärilsart som beskrevs av Louis Beethoven Prout 1929. Plutodes argentilauta ingår i släktet Plutodes och familjen mätare. Inga underarter finns listade i Catalogue of Life.